# لين هارفي
لين هارفي (بالإنجليزية: Len Harvey)‏ (11 يوليو 1907 بستك كليمسلند في المملكة المتحدة - 28 نوفمبر 1976) هو ملاكم بريطاني.

## إحصائيات
خاض خلال مسيرته 140 نزالا، فاز في 122 وتعادل في 10 وخسر في 14. فاز بالضربة القاضية في 57 نزالا.

## روابط خارجية
- لين هارفي على موقع بوكس ريك (الإنجليزية) (registration required)